# István Lukács
István Lukács (ur. 14 października 1912 w Segedynie, zm. w 1960) – węgierski piłkarz grający na pozycji napastnika.

## Kariera klubowa
Urodził się w Segedynie, na Węgrzech. Swoją przygodę z futbolem rozpoczął w Újpeście. W 1930 został włączony do pierwszego składu drużyny. W barwach klubu z Budapesztu dwukrotnie został mistrzem Węgier w sezonach 1930/31 i 1932/33.
W 1933 wyjechał do Francji, gdzie zasilił szeregi FC Sète. Podczas sezonu gry w tym klubie został królem strzelców ligi (z 28 bramkami), a także zdobył z drużyną mistrzostwo kraju.
W 1934 został zawodnikiem Olympique Lillois, ale po dwóch latach zaliczył krótki epizod w AS Saint-Étienne. W 1936 wyjechał do Szwajcarii, gdzie występował w FC La Chaux-de-Fonds (spadek z ligi po sezonie gry). Następny sezon spędził w BSC Young Boys. Karierę zakończył w 1939, po sezonie gry w Servette FC.
| Sezon   | Klub                 | Kraj       | Rozgrywki           | Mecze | Bramki |
| ------- | -------------------- | ---------- | ------------------- | ----- | ------ |
| 1930/31 | Újpest FC            | Węgry      | Nemzeti Bajnokság I | 1     | 1      |
| 1931/32 | Újpest FC            | Węgry      | Nemzeti Bajnokság I | 8     | 3      |
| 1932/33 | Újpest FC            | Węgry      | Nemzeti Bajnokság I |       |        |
| 1933/34 | FC Sète              | Francja    | Première Division   | 26    | 28     |
| 1934/35 | Olympique Lillois    | Francja    | Première Division   | 18    | 8      |
| 1935/36 | Olympique Lillois    | Francja    | Première Division   | 12    | 3      |
| 1935/36 | AS Saint-Étienne     | Francja    | Première Division   | 5     | 4      |
| 1936/37 | FC La Chaux-de-Fonds | Szwajcaria | Nationalliga        | 13    | 7      |
| 1937/38 | BSC Young Boys       | Szwajcaria | Nationalliga        | 20    | 10     |
| 1938/39 | Servette FC          | Szwajcaria | Nationalliga        | 10    | 4      |

## Osiągnięcia
- Król strzelców Premier Division (1): 1933/1934 (28 goli)
- Mistrz Węgier (2): 1930/31, 1932/33
- Mistrz Ligue 1 (1): 1933/34